# Metaqualona
Metaqualona é um fármaco que atua como sedativo e hipnótico. Foi vendida sob as marcas Quaaludes e Sopor, entre outras, em comprimidos contendo 300 mg de metaqualona. Também foi comercializada, especialmente na Europa, em forma de associação medicamentosa sob o nome comercial Mandrax, contendo 250 mg de metaqualona e 25mg de difenidramina. É uma droga depressora do sistema nervoso central da classe das quinazolinonas. A produção comercial de metaqualona para uso clínico foi interrompida durante a década de 1980 devido ao abuso generalizado e ao alto potencial de dependência.